# Konval
Konval (Polygonatum) er en slægt af stauder, som er udbredt med ca. 15 arter i Nordamerika, Østasien og Europa. Det er planter, der danner lange, knudrede jordstængler med tydelige blade. Rødderne er trævlede til kødfulde. Stænglerne er oprette til overhængende, udelte og bladbærende. Bladene er som regel spredte (men modsatte og kransstillede findes også), og de sidder fordelt op langs stænglen på ganske korte stilke eller helt uden. Bladpladerne er ovale eller lancetformede til linjeformede og helrandede. Blomsterne er samlet i små stande med 1-15 blomster ved hvert bladhjørne. Blomsterne er nikkende eller hængende og 3-tallige med 6 blosterblade. Frugterne er bæragtige og mørkeblå til sorte (sjældent: røde), kuglerunde og blåduggede.
| Beskrevne arter |

- Amerikansk konval (Polygonatum biflorum)
- Kaukasisk konval (Polygonatum hirtum)
- Stor konval (Polygonatum multiflorum) eller Salomons segl
- Kantet konval (Polygonatum odoratum)
  - Japansk konval (Polygonatum odoratum var. thunbergii)
- Kranskonval (Polygonatum verticillatum)

| Andre arter |

- Polygonatum cirrhifolium
- Polygonatum cyrtonema
- Polygonatum falcatum
- Polygonatum inflatum
- Polygonatum involucratum
- Polygonatum kingianum
- Polygonatum lasianthum
- Polygonatum macropodum
- Polygonatum orientale
- Polygonatum pubescens
- Polygonatum sibiricum